# Phil Jagielka
Phil Nikodem Jagielka (n. 17 august 1982, Sale, Greater Manchester, Anglia) este un fost fotbalist englez care a evoluat o mare parte a carierei sale la clubul Everton FC din Premier League. A jucat prima dată la Sheffield United, pentru ca mai apoi, în 2007, să fie transferat la Everton FC pentru 4 mil. de lire sterline. Este un jucător versatil, care poate juca pe mai multe posturi. Fundaș fiind, poate juca drept mijlocaș fără probleme. A încercat chiar și rolul de portar, chemat la datorie pe când juca la Sheffield United. Și-a făcut debutul pentru Everton FC la meciul cu Bolton, pentru ca mai apoi să fie titular la meciul cu Tottenham. Faptul că Joseph Yobo a fost chemat la naționala Nigeriei pentru Cupa Africii pe Națiuni în ianuarie 2008 i-a oferit o oportunitate imensă lui Jagielka pentru postul de titular. De atunci, Phil rămâne un om de bază la Everton FC.